# Helicopsyche montana
Helicopsyche montana is een schietmot uit de familie Helicopsychidae. De soort komt voor in Mexico.